# 884

## Починали
- Асколд, варяжки военачалник
- Дир, варяжки военачалник
- 15 май – Марин I, римокатолически папа